# Castillo de las Navas de Tolosa
El castillo de Tolosa es una antigua fortificación española situada en el municipio de La Carolina, cerca de la población de Navas de Tolosa, en la [[provincia de Jaén, comunidad autónoma de Andalucía (España), visible desde la carretera N-IV, a la altura del kilómetro 265. Su denominación en las crónicas árabes es confusa, pudiendo corresponder tanto a Hisn Aloqban, como al Hisn Salim. Está declarado Bien de Interés Cultural, conforme al decreto de 22 de abril de 1949.

## Descripción
Se trata de un típico castillo situado sobre un roquedal, con muro perimetral, del que quedan sólo algunos lienzos, y un bastión hexagonal, construido en tapial, con torre de 14 m de altura bien conservada, y con restos de decoración imitando sillería. Los restos de muralla son especialmente visibles en la zona sureste.

## Historia
Algunos autores atribuyen a esta torre el carácter de "Torre del homenaje", de origen califal, fechada en el siglo X, aunque otras fuentes la datan en periodo de dominación bereber. Estuvo muy vinculado al Castillo del Ferral, muy cercano, y con el que se ha confundido frecuentemente. Ambos tuvieron un papel en la batalla de las Navas de Tolosa, y ambos fueron pleiteados, en el siglo XIII, por el Arzobispado de Toledo y la Diócesis de Baeza.